# Cody Chesnutt
Pour les articles homonymes, voir Chesnutt.
Cody Chesnutt (parfois écrit Cody ChesnuTT), né Antonious Bernard Thomas le 21 octobre 1968, est un musicien américain de RnB contemporain et neo soul originaire d'Atlanta en Géorgie (États-Unis).

## Biographie
Après un éphémère succès autour de 2002, notamment avec l'album The Headphone Masterpiece et une collaboration avec le groupe de hip-hop The Roots sur l'album Phrenology, il n’apparaît plus sur la scène publique pendant une dizaine d'années.
En 2012, son album Landing on a Hundred est dans les bacs et remporte un franc succès critique,.

## Musique
Cody Chesnutt est connu pour sa voix chaude, rappelant le gospel. Il est parfois cité comme un héritier d'Al Green.

## Discographie
- 2002: The Headphone Masterpiece
- 2006: The Live Release
- 2010: Black Skin No Value (EP)
- 2012: Landing on a Hundred
- 2017: My Love Divine Degree